# عیاش گارسیا
عیاش گارسیا (انگلیسی: Ayoze García؛ زادهٔ ۲۲ نوامبر ۱۹۸۵) بازیکن فوتبال اهل اسپانیا است.
از باشگاه‌هایی که در آن بازی کرده‌است می‌توان به باشگاه فوتبال لاس پالماس، باشگاه فوتبال اسپورتینگ خیخون، باشگاه ورزشی تنریف، و باشگاه فوتبال نیویورک کاسموس اشاره کرد.